# Jérôme-Joseph de Momigny

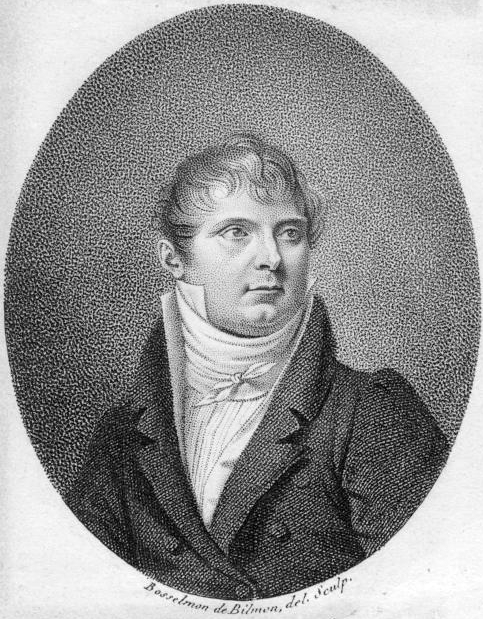
Jérôme-Joseph de Momigny

Jérôme-Joseph de Momigny (* 20. Januar 1762 in Philippeville, Österreichische Niederlande; † 25. August 1842 im Asyl von Charenton, heute Saint-Maurice, Frankreich) war Komponist und Musiktheoretiker.

## Leben
Jérôme-Joseph de Momigny lebte und wirkte in Frankreich, im Alter von zwölf Jahren versah er in Saint-Omer den Orgeldienst. 1785 kam er als Organist an die Abtei Saint Pierre in Lyon; nach deren Auflösung 1792 führte er einen Lebensmittelhandel und beteiligte sich 1793 am konterrevolutionären Aufstand von Lyon. 1800 gründete er in Paris einen Musikverlag und eine Musikalienhandlung, um seine Kompositionen und Schriften zu veröffentlichen.
1806 veröffentlichte er sein bekanntestes Werk, Cours complet d’harmonie et de composition d’après une théorie neuve et générale de la musique (dt.: Vollständiger Kurs in Harmonielehre und Komposition nach einer neuen und allgemeinen Musiktheorie) (in 3 Bänden). Darin entwickelt er unter anderem eine Theorie über die Bedeutung des Auftaktes, die nicht von der Akademie akzeptiert wurde, aber später von Hugo Riemann wieder aufgegriffen wurde. Demnach ist der Auftakt, als zum Haupttakt hinleitend, mehr zu betonen als Letzterer. Eine derartige Phrasierung ist typisch für den Jazz, wird aber auch vereinzelt von klassischen Interpreten gepflegt.
1840 kam er ein zweites Mal in die Heilanstalt „Asyl de Charenton“, wo er zwei Jahre später geistig verwirrt verstarb.
Sein Sohn Georges-Joseph de Momigny (1812 bis nach 1875) studierte bei Antonin Reicha und Pierre Zimmermann, er wurde Organist in der Kirche Saint-Denis de la Chapelle. Er hinterließ Klavierwerke und Kirchenmusik.

## Werke (Auswahl)
Von seinen nachgewiesenen 188 Werken gelten etwa 120 als verschollen.
- 3 Opern: Le Baron de Felsheim, La nouvelle laitière und Arlequin Cendrillon
- 5 Kantaten und szenische Konzerte, 137 Romances, Aira, Couplets, Stances und Polonaisen.
- 3 Sonaten für Klavier und Violine Op. 2
- 3 Klaviersonaten Op. 7 (1801–1805)
- 3 Sonaten für Klavier, Violine und Bass Op. 14
- 3 Sonaten für Klavier und Violine Op. 18

## Schriften (Auswahl)
- Cours complet d’harmonie et de composition. 3 Bände. l’Auteur, Paris 1806, (Digitalisat Bd. 1, Digitalisat Bd. 2, Digitalisat Tafel-Bd.).
- La seule vraie théorie de la musique. l’Auteur, Paris 1821.
- A l’Académie des beaux-arts, et particulièrement à sa section de musique, en réponse aux sept questions adressées par celle-ci à M. de Momigny, le 25 avril de cette année 1831. Decourchant, Paris 1831.